# Твалчрелідзе Олександр Антонович
Олександр Антонович Твалчрелідзе (груз. ალექსანდრე ანტონის ძე თვალჭრელიძე; нар. 13 грудня (30) листопада 1881, станиця Баталпашинська Кубанська обл. Ставропольської губ., нині м. Черкеськ Карачаєво-Черкеської автономної області — пом. 29 липня 1957, Тбілісі) — радянський учений-геолог. Дійсний член Академії наук Грузинської РСР (1941).

## Біографія
Син інспектора народних училищ Ставропольської губернії Антона Івановича Твалчрелідзе. Мама — дочка військового старшини Параска Тимофіївна Астахова, мав брата Євгена і сестру Ніну.
Закінчив Московський університет (1912), учень Володимира Вернадського. Після закінчення вишу працював у Донському політехнічному інституті в Новочеркаську.
З 1919 року викладав у Тбіліському університеті, очолив кафедру мінералогії, професор.
З 1929 року керував грузинським відділенням Всесоюзного інституту мінеральної сировини.
В 1941 році під час організації Академії наук Грузинської РСР був обраний дійсним членом, очолив академічну Раду з вивчення продуктивних сил.
Похований в Пантеоні Дідубе.

## Наукові інтереси
Вів дослідження в галузі петрографії та мінералогії магматичних і осадових порід Грузії. Першим вивчив Гумбрійське (за 7-8 км на північний захід від Кутаїсі, відкрите ним же в 1916 році), Асканське та інші родовища відбілюючих глин.
На честь Олександра Твалчрелідзе названо мінерал твалчрелідзеїт.